# Europejska Federacja Miast Karnawałowych

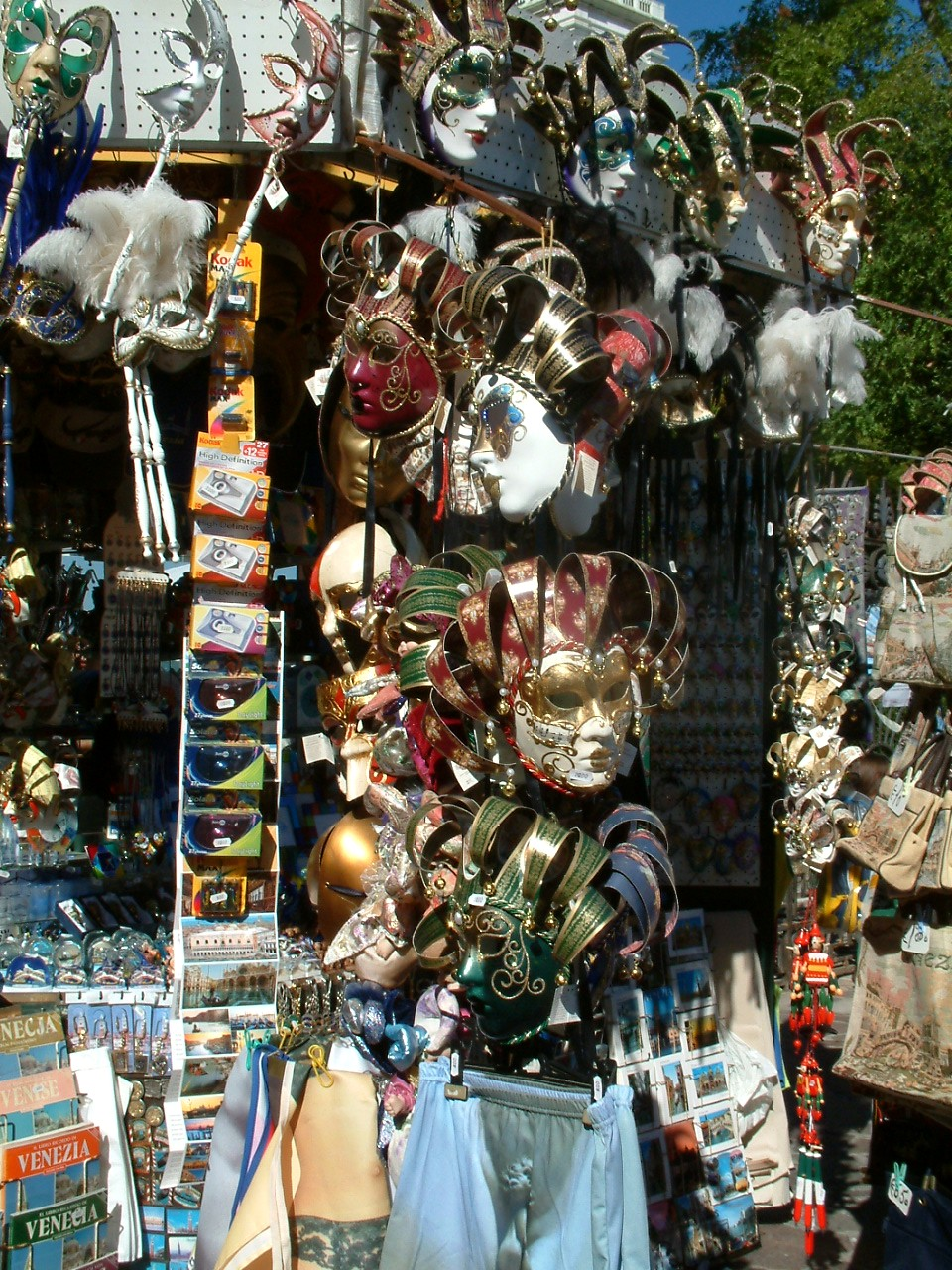
Karnawałowe maski weneckie.

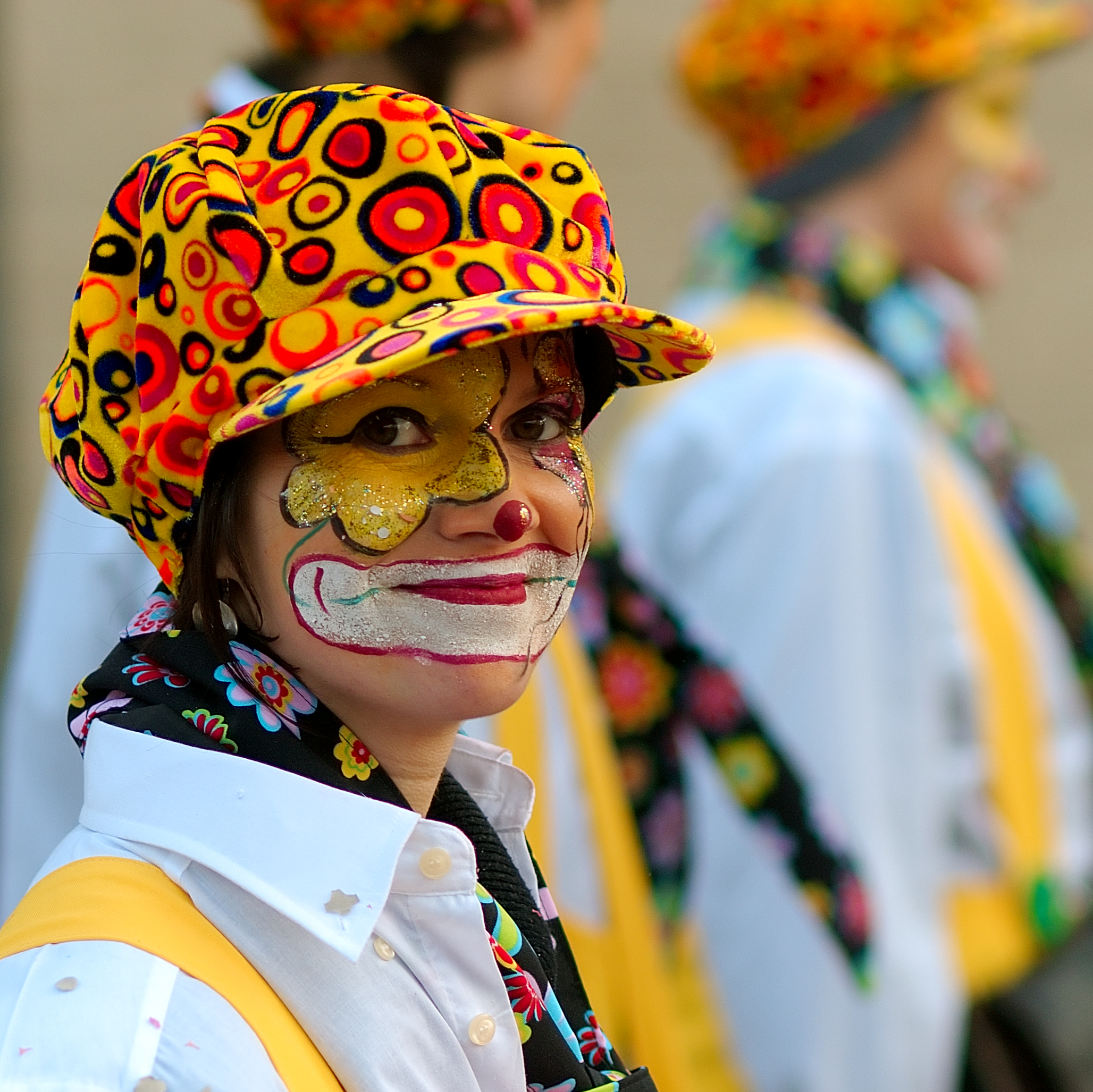
Karnawał „Cwarmea d' Måmdey” w Malmedy w Belgii.

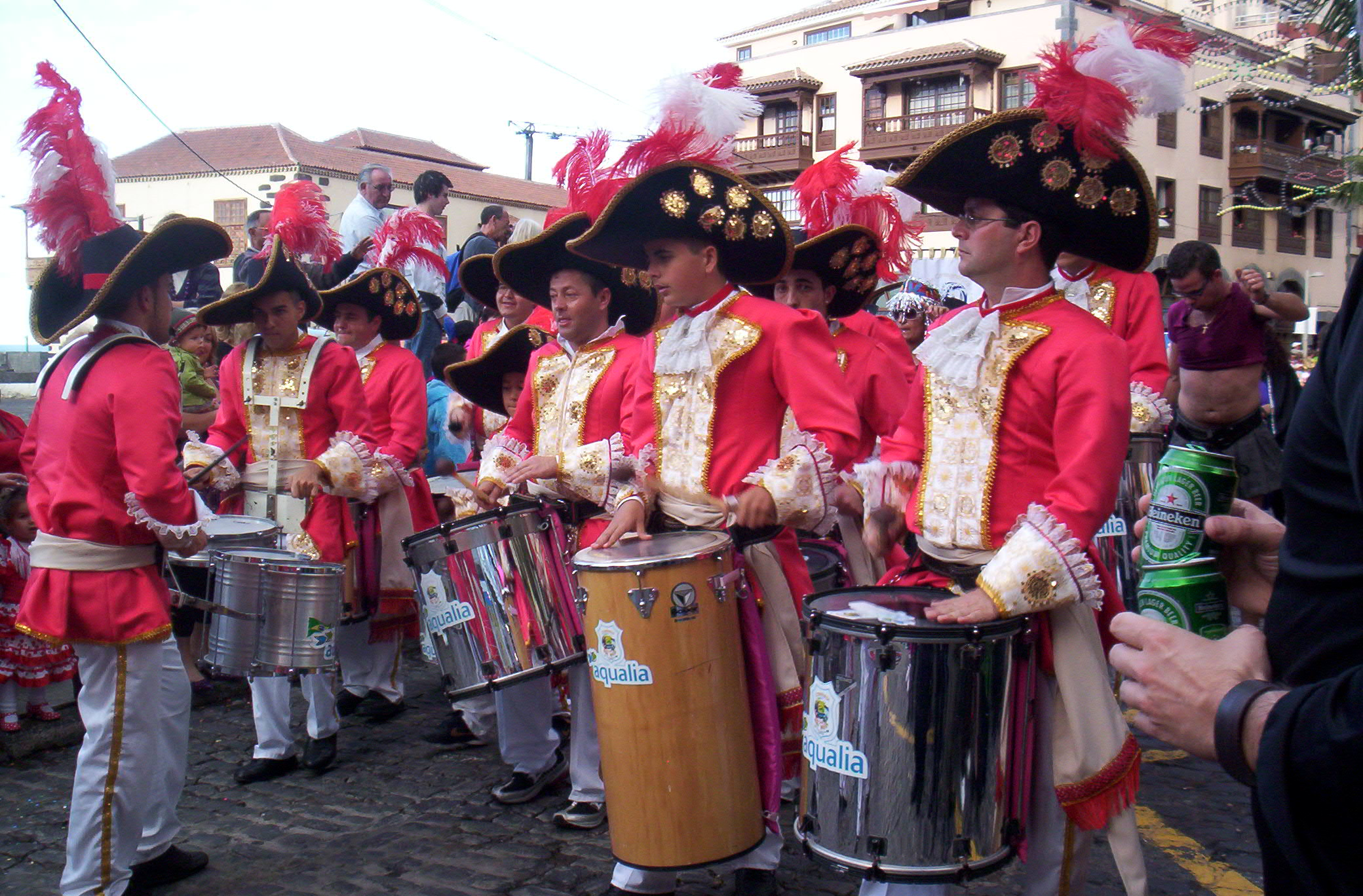
Karnawał na Teneryfie.

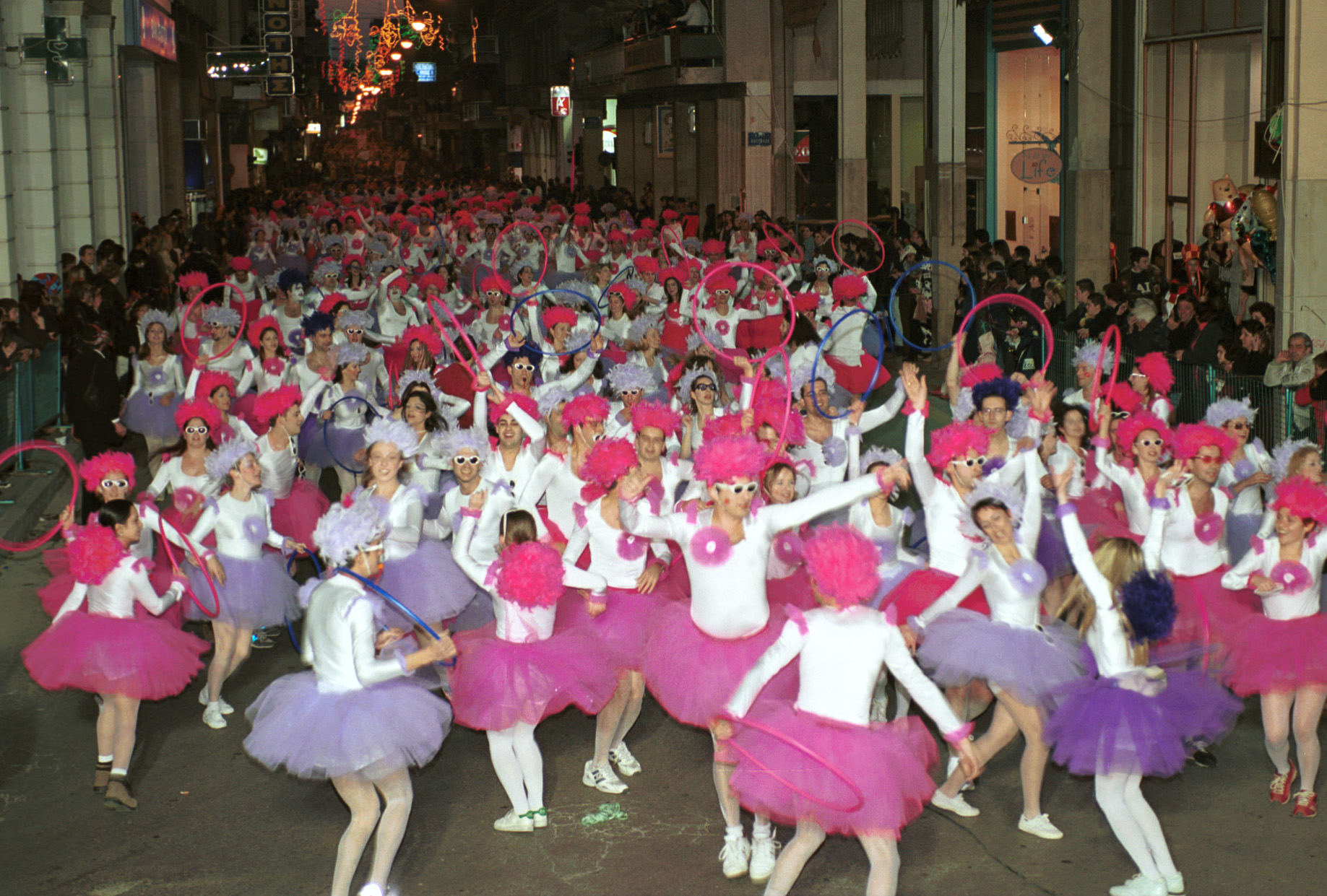
Karnawał w Patras.

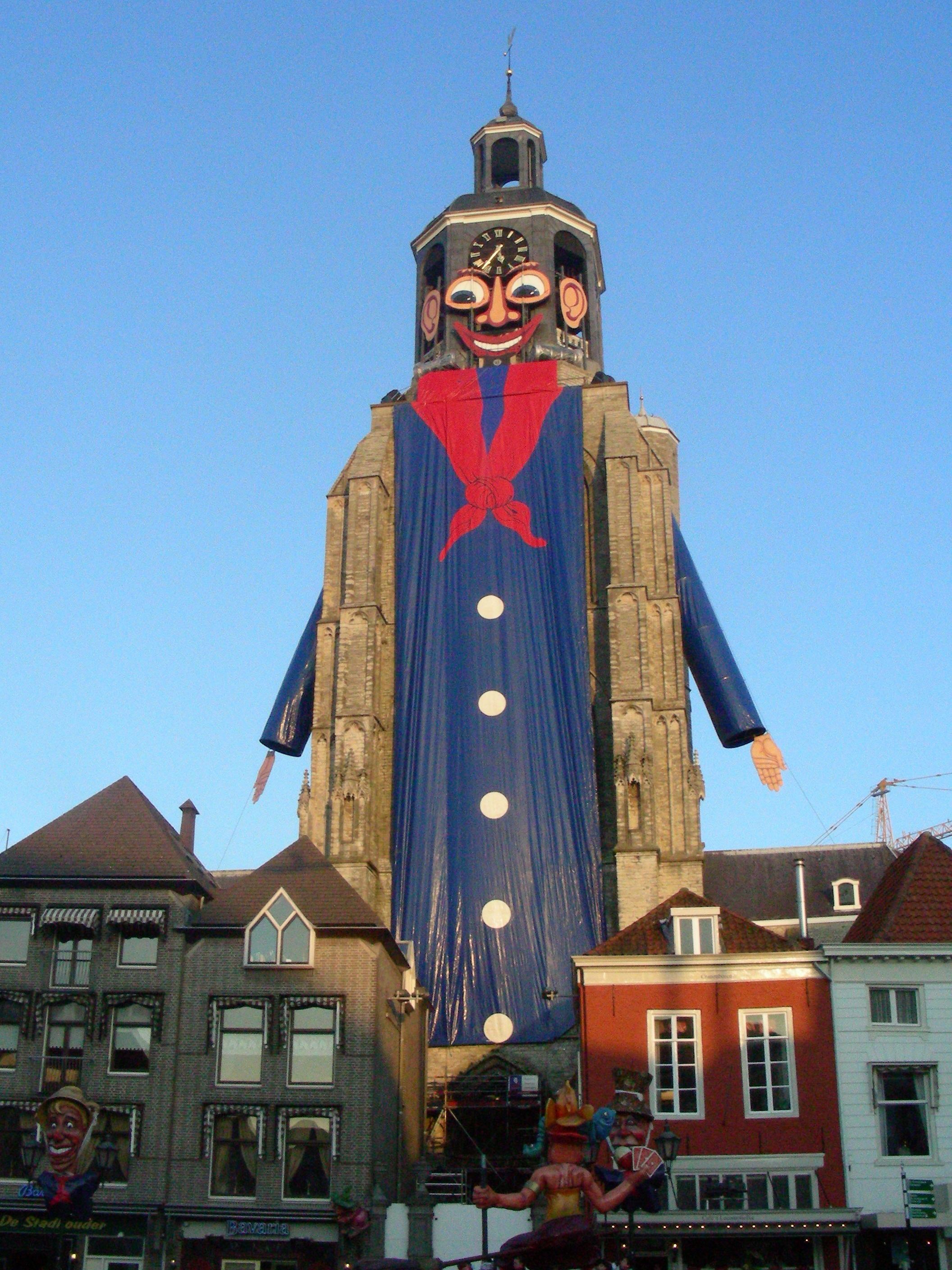
Karnawał „Krabbegat” w Bergen op Zoom w Holandii.

Międzynarodowa Federacja Miast Karnawałowych (z ang. Federation European Carnival Cities, FECC) – największa na świecie organizacja promująca i chroniąca pamięć o festiwalach i paradach karnawałowych. Zrzesza ponad 500 członków i organizacji reprezentujących 100 miast w 52 krajach. Została założona w 1980 i zarejestrowana w sądzie w Luksemburgu. Założycielem i prezydentem organizacji jest Holender Hendrikus Ferdinandus Maria Van der Kroon (Henk Van der Kroon).

## Coroczne kongresy
Raz do roku wszyscy członkowie organizacji - miasta, organizacje i indywidualni członkowie - są zapraszani na międzynarodowy zjazd, który za każdym razem odbywa się w innym miejscu. Konwencja trwa 1 tydzień i ma miejsce pomiędzy połową maja a połową czerwca. Spotkania te spotykają się z dużym zainteresowaniem. Każdego roku przyjeżdżają reprezentanci z ponad 20 krajów. Podczas ich trwania zaproszeni członkowie tworzą międzynarodowe forum, które umożliwia im promowanie ich karnawału oraz miasta na licznych seminariach, warsztatach i stoiskach.
| Rok, Numer   | Miejsce (Kraj)                                          | Reprezentanci       |
| ------------ | ------------------------------------------------------- | ------------------- |
| 1981, I      | Patras, Karnawał w Patras (Grecja)                      | 17 przedstawicieli  |
| 1982, II     | Siros (Grecja)                                          | 31 przedstawicieli  |
| 1983, III    | Kefalinia / Zakintos(Grecja)                            | 66 przedstawicieli  |
| 1984, IV     | Samos (Grecja)                                          | 35 przedstawicieli  |
| 1985, V      | Kos/Patmos (Grecja)                                     | 34 przedstawicieli  |
| 1986, VI     | Kalimnos / Leros (Grecja)                               | 31 przedstawicieli  |
| 1987, VII    | Malta, Karnawał Maltański (Malta)                       | 48 przedstawicieli  |
| 1988, VIII   | Trynidad i Tobago oraz Barbados                         | 92 przedstawicieli  |
| 1989, IX     | Santa Cruz de Tenerife (Hiszpania)                      | 102 przedstawicieli |
| 1990, X      | Patras (Grecja)                                         | 130 przedstawicieli |
| 1991, XI     | Roses (Hiszpania)                                       | 132 przedstawicieli |
| 1992, XII    | Aalborg (Dania)                                         | 131 przedstawicieli |
| 1993, XIII   | Curaçao (Antyle Holenderskie)                           | 156 przedstawicieli |
| 1994, XIV    | Norrköping (Szwecja)                                    | 102 przedstawicieli |
| 1995, XV     | Malta, Karnawał Maltański (Malta)                       | 102 przedstawicieli |
| 1996, XVI    | Maribor / Ptuj (Słowenia)                               | 81 przedstawicieli  |
| 1997, XVII   | Aruba (Małe Antyle)                                     | 116 przedstawicieli |
| 1998, XVIII  | Struga, Karnawał Vevcani (Macedonia)                    | 78 przedstawicieli  |
| 1999, XIX    | Dubrownik (Chorwacja)                                   | 108 przedstawicieli |
| 2000, XX     | Santa Cruz de Tenerife (Hiszpania)                      | 229 przedstawicieli |
| 2001, XXI    | Petersburg / Psków (Rosja)                              | 244 przedstawicieli |
| 2002, XXII   | Kraków (Polska)                                         | 184 przedstawicieli |
| 2003, XXIII  | Ovar (Portugalia)                                       | 252 przedstawicieli |
| 2004, XXIV   | Pernik (Bułgaria)                                       | 132 przedstawicieli |
| 2005, XXV    | Karnawał Nadur, Gozo (Malta)                            | 450 przedstawicieli |
| 2006, XXVI   | Novi Vinodolski / Karnawał w Rijece, Rijeka (Chorwacja) | 320 przedstawicieli |
| 2007, XXVII  | Susa (Tunezja)                                          | 395 przedstawicieli |
| 2008, XXVIII | Ploërmel (Francja)                                      | Brak danych         |
| 2009, XXIX   | Kotor / Budva (Czarnogóra)                              | 198 przedstawicieli |
| 2010, XXX    | Kartagena (Hiszpania)                                   |                     |
| 2011, XXXI   | Vrnjačka Banja (Serbia)                                 |                     |
| 2012, XXXII  | Prilep (Macedonia)                                      |                     |
| 2013, XXXIII | Jamboł (Bułgaria)                                       |                     |
| 2014, XXXIV  | Limassol (Cypr)                                         |                     |
| 2015, XXXV   | Bol (Chorwacja)                                         |                     |